# Bjärsjölagård slot
Bjärsjölagård slot (på dansk: Bjerrøds Ladegård)  er et slot i Sjöbo kommune i Skåne. Det ligger ved landsbyen Bjärsjölagård, der ligger 12 km nord for Sjöbo.
Slottet ejes af Hushållningssällskapet Malmöhus og anvendes i dag til konferencer. Hovedbygningen og nordfløjen er bygget i rokokostil 1766 og 1777. Sydfløjen er i empirestil, og er fra 1812. En helt ny konferencedel blev bygget til i 2005.

## Etymologi
Navnet er en sammenskrivning af Bjerrød + ladegård, hvor det gamle danske navn  er Bjerrøds Ladegård. 

## Historie
Nogle hundrede meter mod sydvest, ved en nu udtørret sø, lå i middelalderen en stærkt befæstet borg, Birridsholm (forsvensket Beritsholm) , omgivet af volde og grave. Den tilhørte fra Valdemar Atterdags tid kronen og dronning Margrethe I residerede her , men stedet går tilbage til sagnhistorien, hvor den i 700-tallet kan have været bosted for sagnkongen Harald Hildetand. Borgen blev nedrevet 1526, hvorefter der byggedes en ladegård som lagde navn til den nuværende ejendom. Peter Julius Coyet købte godset i 1720 af kronen. I slutningen af 1800-tallet var der omfattende kalkfremstilling på stedet, og fra den tid findes ruinerne af to kalkovne. Egendomen købtes af Hushållningssällskapet i 1958.

## Eksterne kilder og henvisninger
- Bjärsjölagårds websted
- Om Bjärsjölagård, Sylve Åkesson Arkiveret 25. december 2012 hos  hos Archive.is

55°43′34″N 13°41′56″Ø / 55.72611°N 13.69889°Ø